# Campeonato Neerlandés de Fútbol 1907-08
El Campeonato Neerlandés de Fútbol 1907/08 fue la 20.ª edición del campeonato de fútbol de los Países Bajos. Participaron diecisiete equipos divididos en dos divisiones. El campeón nacional fue determinado por un play-off de ida y vuelta con los ganadores de la división de fútbol del este y oeste. HC & CV Quick ganó el campeonato de este año al vencer al Koninklijke UD 4:1 en el partido de desempate.

## Divisiones

### Eerste Klasse Este
| Pos | Equipo          | PJ | PG | PE | PP | GF | GC | Pts | DG  | Notas                                  |
| --- | --------------- | -- | -- | -- | -- | -- | -- | --- | --- | -------------------------------------- |
| 1   | Koninklijke UD  | 12 | 9  | 2  | 1  | 44 | 15 | 20  | +29 | Clasificado al play-off por el título. |
| 2   | EFC PW 1885     | 12 | 6  | 3  | 3  | 39 | 24 | 15  | +15 |                                        |
| 3   | GVC Wageningen  | 12 | 7  | 1  | 4  | 32 | 24 | 15  | +8  |                                        |
| 4   | AFC Quick 1890  | 12 | 5  | 0  | 7  | 20 | 27 | 10  | -7  |                                        |
| 5   | Vitesse         | 12 | 5  | 0  | 7  | 21 | 33 | 10  | -12 |                                        |
| 6   | RKVV Wilhelmina | 12 | 4  | 1  | 7  | 27 | 38 | 9   | -11 |                                        |
| 7   | Quick Nijmegen  | 12 | 2  | 1  | 9  | 11 | 33 | 5   | -22 | No participa en la próxima temporada.  |

PJ = Partidos jugados; PG = Partidos ganados; PE = Partidos empatados; PP = Partidos perdidos; GF = Goles a favor; GC = Goles en contra; Pts = Puntos; DG = Diferencia de goles

### Eerste Klasse Oeste
| Pos | Equipo                    | PJ | PG | PE | PP | GF | GC | Pts | DG  | Notas                                  |
| --- | ------------------------- | -- | -- | -- | -- | -- | -- | --- | --- | -------------------------------------- |
| 1   | HC & CV Quick             | 18 | 14 | 1  | 3  | 58 | 28 | 29  | +30 | Clasificado al play-off por el título. |
| 2   | HVV Den Haag              | 18 | 11 | 2  | 5  | 43 | 30 | 24  | +13 |                                        |
| 3   | Sparta Rotterdam          | 18 | 8  | 4  | 6  | 49 | 41 | 20  | +8  |                                        |
| 4   | HFC Haarlem               | 18 | 9  | 1  | 8  | 44 | 42 | 19  | +2  |                                        |
| 5   | DFC                       | 18 | 8  | 3  | 7  | 38 | 42 | 19  | -4  |                                        |
| 6   | HBS Craeyenhout           | 18 | 7  | 3  | 8  | 32 | 33 | 17  | -1  |                                        |
| 7   | Ajax Sportsman Combinatie | 18 | 6  | 4  | 8  | 42 | 46 | 16  | -4  |                                        |
| 8   | CVV Velocitas             | 18 | 6  | 2  | 10 | 45 | 52 | 14  | -7  |                                        |
| 9   | Koninklijke HFC           | 18 | 5  | 3  | 10 | 40 | 59 | 13  | -19 |                                        |
| 10  | USV Hercules              | 18 | 2  | 5  | 11 | 27 | 45 | 9   | -18 |                                        |

PJ = Partidos jugados; PG = Partidos ganados; PE = Partidos empatados; PP = Partidos perdidos; GF = Goles a favor; GC = Goles en contra; Pts = Puntos; DG = Diferencia de goles

### Play-off por el título
| Equipo 1       | Agr. | Equipo 2      | Ida | Vuelta |
| -------------- | ---- | ------------- | --- | ------ |
| Koninklijke UD | 4-4  | HC & CV Quick | 1-1 | 3-3    |

### Desempate
| Equipo 1       | Resultado | Equipo 2      |
| -------------- | --------- | ------------- |
| Koninklijke UD | 1–4       | HC & CV Quick |

|                                   |
| Campeón HC & CV Quick 1.er título |